# Aloha (single)
Aloha is een nummer van de Franse dj Møme uit 2016, ingezongen door de Australische zangeres Merryn Jeann. Het is de eerste single van Panorama, het debuutalbum van Møme.
"Aloha" werd met een 9e positie een grote zomerhit in Frankrijk. In Wallonië bereikte het de nummer 1-positie. Het Franse en Waalse succes wist niet echt over te waaien naar Vlaanderen; daar bereikte het slechts de 34e positie in de Tipparade.